# Ryan Shay
Ryan Shay (Ypsilanti, 4 mei 1979 - New York, 3 november 2007) was een Amerikaanse atleet, die gespecialiseerd was in de lange afstand. Hij werd viermaal Amerikaans kampioen op verschillende afstanden.

## Biografie
Shay groeide op in een familie met kampioenenbloed. Zijn zus Jodi Shay heeft nog altijd het Amerikaans record in handen op de 25 km. Zijn oudere broer Cody Shay was in 1997 NAIA kampioen op de 3000 m steeple.
Op 22 maart 1998 behaalde hij een twintigste plaats op de wereldkampioenschappen veldlopen voor junioren in Marrakesh. In 2005 werd hij vijftiende op het WK halve marathon in Edmonton. Zijn tijd aan de finish was 1:03.13.
Ondanks zijn tweede plaats op de Amerikaanse jaarranglijst in 2003 wist Shay de marathon op de WK in Parijs niet te volbrengen.
Op 3 november 2007, tijdens de Amerikaanse olympische kwalificatiemarathon voor de Olympische Spelen van 2008, zakte Shay na ongeveer acht kilometer ineen. In het nabijgelegen ziekenhuis Lenox Hill Hospital werd hij door artsen dood verklaard.
Dat jaar was Shay nog vijftiende geworden op het Amerikaans kampioenschap halve marathon in 1:04.23. Hij was aangesloten bij atletiekvereniging Team USA California.

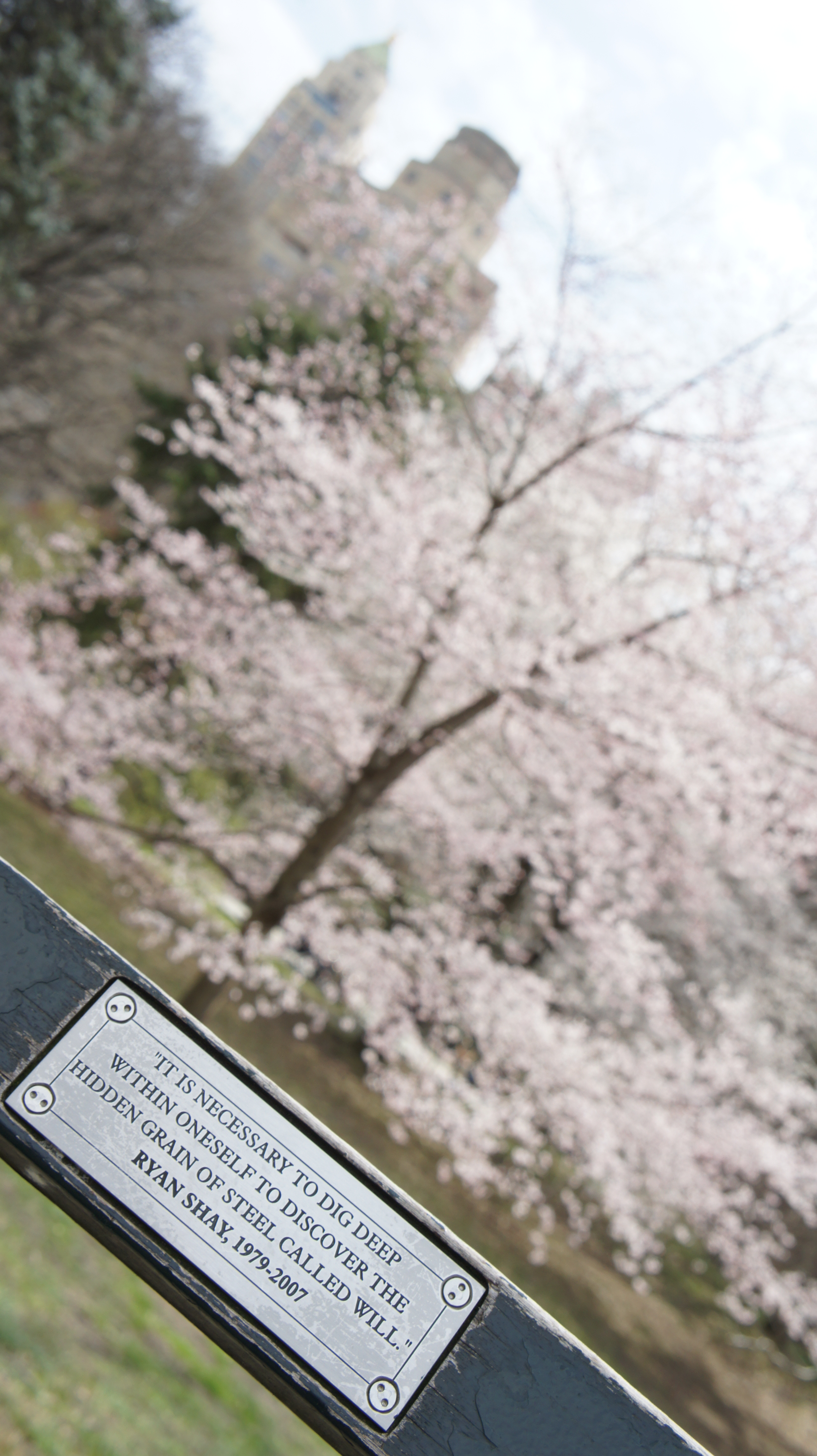
Plaquette op een bank in Central Park (Manhattan)

## Titels
- NCAA-kampioen 10.000 m - 2001
- Amerikaans kampioen 15 km - 2005
- Amerikaans kampioen 20 km - 2004
- Amerikaans kampioen halve marathon - 2003, 2004
- Amerikaans kampioen marathon - 2003

## Persoonlijke records
Baan
| Onderdeel | Prestatie | Datum         | Plaats    |
| --------- | --------- | ------------- | --------- |
| 3000 m    | 7.58,73   | 2002          |           |
| 5000 m    | 13.35,08  | 19 april 2002 | Walnut    |
| 10.000 m  | 28.03,44  | 29 april 2007 | Palo Alto |

Weg
| Onderdeel      | Prestatie | Datum            | Plaats       |
| -------------- | --------- | ---------------- | ------------ |
| 15 km          | 43.52     | 12 maart 2005    | Jacksonville |
| 20 km          | 59.53     | 6 september 2004 | New Haven    |
| halve marathon | 1:03.13   | 1 oktober 2005   | Edmonton     |
| marathon       | 2:14.08   | 7 november 2004  | New York     |

## Palmares

### 15 km
- 2005:  Amerikaanse kamp. - 43.52

### 20 km
- 2004:  Amerikaanse kamp. - 59.53

### halve marathon
- 2003:  Amerikaanse kamp. - 1:04.13
- 2004:  Amerikaanse kamp. - 1:05.04
- 2005: 15e WK in Edmonton - 1:03.13

### marathon
- 2002: 7e Chicago Marathon - 2:14.30
- 2003:  marathon van Birmingham - 2:14.29 (Am. kamp)
- 2003: DNF WK
- 2004: 9e New York City Marathon - 2:14.08
- 2004: 23e Olympic Marathon Trials - 2:19.20
- 2005: 11e Boston Marathon - 2:18.17
- 2005: 18e New York City Marathon - 2:17.14
- 2006:  Amerikaanse kamp. - 2:14.58

### veldlopen
- 1998: 19e WK junioren - 24.22
- 2007: 99e WK - 41.12